# Baba Batra (Talmud)

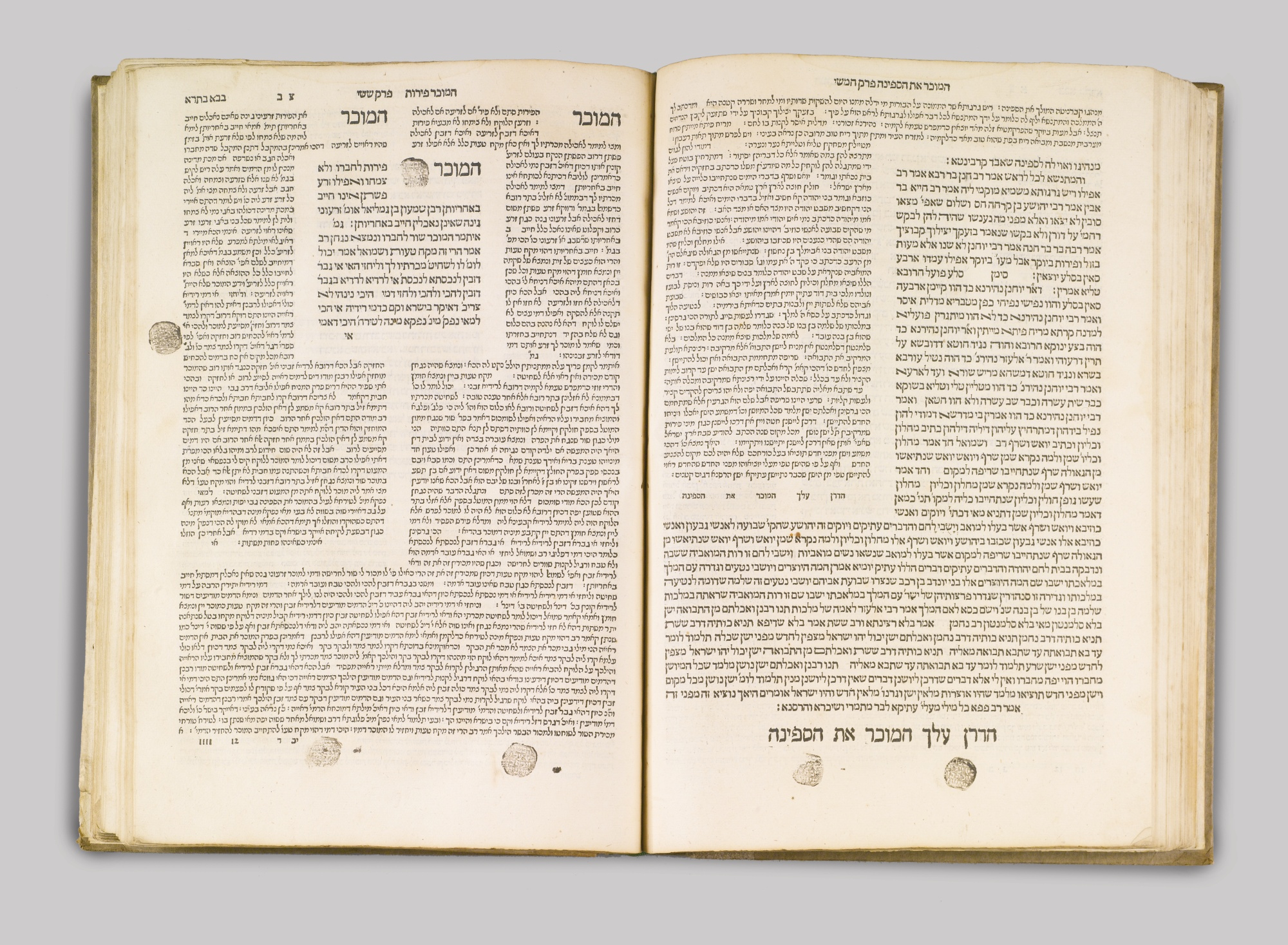
Talmud de Babilonia, Tratado Bava Batra, Venecia: Daniel Bomberg, 1522.

Baba Batra (en hebreo: בבא בתרא) es el tercero de los tres tratados del Talmud del orden de Nezikín, trata sobre las responsabilidades y los derechos de una persona como propietario de una propiedad. Es parte de la ley oral del judaísmo. Originalmente, junto con los tratados Baba Kama y Baba Metziá, formaron un único tratado llamado Nezikín (daños).
Este tratado, no es como Baba Kama y Baba Metziá, la exposición de un cierto pasaje de la Torá. Está dividido en 10 capítulos, cuyo contenido puede describirse de la siguiente manera: 
(1) Las regulaciones relativas a la propiedad de más de un propietario (capítulo 1).
(2) Las responsabilidades del propietario de una propiedad con respecto a la de su vecino (capítulo 2). 
(3) Los derechos de propiedad establecidos y derechos relacionados con la propiedad (capítulo 3). 
(4) Las leyes relativas a la adquisición de un bien mediante la compra del mismo (del capítulo 4 al 6). 
(5) Las leyes de la herencia (capítulos 8 y 9). 
(6) Las leyes relativas a los documentos (capítulo 10). 
El tratado consta de 176 páginas, lo que lo convierte en el tratado más largo de la Mishná y del Talmud.